# Eino Puri
Eino Puri (* 7. května 1988, Tartu) je estonský fotbalový záložník a reprezentant momentálně působící v klubu JK Nõmme Kalju.

## Klubová kariéra
V únoru 2011 přestoupil do estonského klubu JK Nõmme Kalju, se kterým získal v sezóně 2012 titul v estonské nejvyšší ligové soutěži. Díky tomu se klub kvalifikoval do Ligy mistrů a přes druhé předkolo Ligy mistrů UEFA 2013/14 (postup přes finský celek HJK Helsinki) se probil do třetího předkola, kde narazil na českého mistra FC Viktoria Plzeň. V prvním utkání 30. července 2013 Puri nastoupil na domácím hřišti, tým Nõmme Kalju podlehl soupeři 0:4.

## Reprezentační kariéra
Působil v estonských mládežnických reprezentacích (U19, U21, U23). V A-mužstvu Estonska debutoval 29. května 2009 v přátelském utkání proti domácímu Walesu, které skončilo porážkou pobaltské země 0:1. Puri nastoupil na hřiště v 79. minutě.